# Сокальський Петро Петрович
Сока́льський Петро́ Петро́вич (14 (26) вересня 1832, Харків, Російська імперія — 30 березня (11 квітня) 1887, Одеса, Херсонська губернія, Російська імперія) — український композитор, громадський діяч і журналіст. Брат Івана Сокальського. Організував Товариство аматорів музики (пізніше — Одеське філармонічне товариство).

## Життєпис
Петро Петрович Сокальський народився 26 вересня 1832 року в українському місті Харків, що на той час входило до складу однойменної губернії Російської імперії.
1852 року закінчив природничий факультет Імператорського Харківського університету, після чого працював учителем мінералогії, зоології та ботаніки у Катеринославській гімназії (1852-53). У 1855 році здобув звання магістра з хімії. Протягом 1855—1857 років був особистим секретарем російського консула у місті Нью-Йорк. У свій вільний час займався опрацюванням записаних народних пісень у Харківській губернії.
З 1859 року працював у газеті «Одесский вестник», яку видавав його брат Микола Петрович Сокальський. Публікував свої статті у газеті «Санкт-Петербургские ведомости» та журналі «Время». Протягом 1862—1863 років навчався у Санкт-Петербурзькій консерваторії, яку не закінчив через від'їзд до Одеси.
В Одесі 1864 року заснував Товариство аматорів музики (пізніше — Одеське філармонічне товариство). Згодом став організатором хору, читання лекцій з історії і теорії музики, акустики та музичної естетики. Брав участь у першому Російсько-музичному конкурсі, на якому отримав премію за написану ним кантату «Бенкет Петра Великого». Протягом 1875—1876 років перебував у Болгарії як військовий кореспондент, не забуваючи записувати народні пісні, які пізніше використав у своїх творах.
Багато років виступав на сторінках преси з публіцистичними, літературно-музичними критичними статтями і фейлетонами. Від 1869 був секретарем Товариства сільського господарства Південної України та редактором його «Записок…», редактор і видавець газети «Одесский вестник» (1872—76). Автор праць «Що робити молодій Росії, щоб попередити кризу у шкільному виробництві» (1880, 1903), «Малоросійська національність поряд із польською», в якій викладалися взаємини між Польщею, Україною та Росією, капітальної музикознавчої роботи «Руська народна музика, російська і українська, в її будові і ритмічній відмінності від основ сучасної гармонічної музики» (1888, 1959).
Був похований на Першому Християнському цвинтарі Одеси. 1937 року комуністичною владою цвинтар зруйновано. На його місці відкрито «Парк Ілліча» з розважальними атракціонами, а частину передано місцевому зоопаркові. Нині достеменно відомо лише про деякі перепоховання зі Старого цвинтаря, а дані про перепоховання Сокальського відсутні.

## Творчість
Творчий доробок композитора склали понад сто творів, серед яких
опери:
- «Мазепа» (1859, за поемою Олександра Пушкіна «Полтава»),
- «Майська ніч» (1863, за повістю Миколи Гоголя),
- «Облога Дубна» (рос. Облога Дубно; 1878, за повістю Миколи Гоголя «Тарас Бульба»).
  - музика: Петро Сокальський, лібрето: Петро Сокальський (прим.: лібрето російською мовою: вперше надруковано посмертно у Санкт-Петербурзі у 1884 році)

Кантата
- «Бенкет Петра Великого» (1859).

Балада
- «Слухай» на слова Івана Гольц-Міллера.

Близько 40 фортепіанних творів, понад 40 романсів, серед яких на слова Тараса Шевченка
- «Утоптала стежечку»,
- «Полюбила молодого козака дівчина».

Збірки:
- «Про музику в Росії» (1862),
- «Руська народна музика, російські і українські в її будові мелодичній і ритмічній і відмінності її від основ сучасної гармонічної музики» (1888),
- «Малоросійські і білоруські пісні» (1903).